# Diapetimorpha delfini
Diapetimorpha delfini là một loài tò vò trong họ Ichneumonidae.